# کیومورتزو
کیومورتزو (به لاتین: Kiomourtzou) یک منطقهٔ مسکونی در قبرس است که در ناحیه گیرنه واقع شده‌است.

## خصوصیات
کیومورتزو  ۶۷ نفر جمعیت دارد.